# Rolls-Royce Silver Wraith
De Rolls-Royce Silver Wraith is een auto van Rolls-Royce Limited.

## Geschiedenis
In april 1946 werd Rolls-Royces eerste naoorlogse auto voorgesteld. Deze Rolls-Royce Silver Wraith zette de traditie verder van het leveren van enkel het chassis met motor. Een koetswerk moest bij een gespecialiseerde koetswerkbouwer besteld worden. Doch was de Silver Wraith de laatste Rolls-Royce die in verschillende koetswerkstijlen te verkrijgen was.
Het merk moest zich moderniseren daar concurrenten aan het bijbenen waren. Stukje bij beetje werd de Silver Wraith gemoderniseerd. In 1952 kreeg hij als optie een automatische versnellingsbak. In 1956 werd stuurbekrachtiging beschikbaar. De rationalisering na de Tweede Wereldoorlog zorgde ook voor een mentaliteitsverandering bij Rolls-Royce. Er werd overeengekomen dat het merk zo veel mogelijk onderdelen zou delen met zustermerk Bentley. Daardoor hadden de Silver Wraith en de Bentley Mark VI bijvoorbeeld een nagenoeg identieke motor.
Tot 1959 werden 1883 Silver Wraiths gebouwd. Daarvan waren 1244 standaard modellen en 639 exemplaren met verlengde wielbasis.

## Technisch
De 4257 cc zes-in-lijnmotor werd in 1951 uitgeboord tot 4566 cc en in 1954 verder tot 4887 cc. De motor was gekoppeld aan een manuele vierversnellingsbak. De optionele automatische bak had ook vier versnellingen. De Silver Wraith had eerst een wielbasis van 3225,8 mm en vanaf 1951 3378,2 mm. De topsnelheid lag op 135 km/u.

## Versies
- H.J. Mulliner Limousine
- H.J. Mulliner Sedanca de Ville
- Hooper Limo
- Inskip Cabriolet (twee exemplaren)
- Park Ward Drop Head Coupe